# Sengletus
Sengletus is een geslacht van spinnen uit de familie hangmatspinnen (Linyphiidae).

## Soorten
De volgende soorten zijn bij het geslacht ingedeeld:
- Sengletus latus (Tanasevitch, 2009)
- Sengletus longiscapus (Tanasevitch, 2008)